# Brunner (Königsberg)

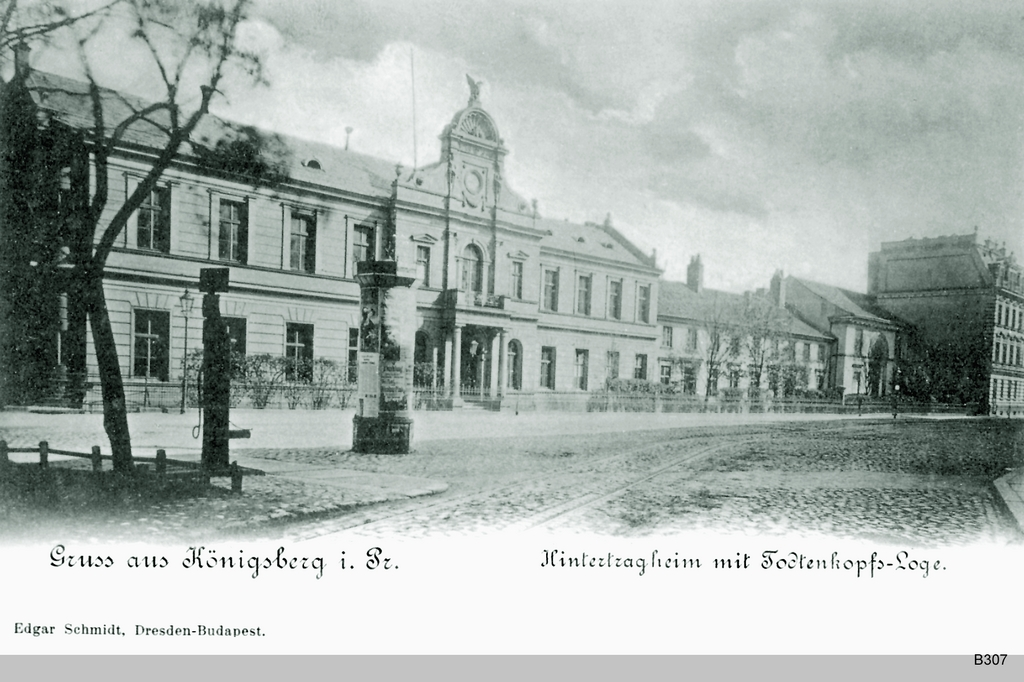
Rechts neben dem Logenhaus Brunners Schankwirtschaft

Brunner war im 19. Jahrhundert eine nach ihrem Wirt benannte Schankwirtschaft in Königsberg i. Pr. Sie lag Hintertragheim 34 neben der späteren Loge Zum Todtenkopf und Phoenix.

## Zuspruch
Siegfried Schindelmeiser, der wohl wichtigste Chronist des Königsberger Studentenlebens, schreibt:

„Die Kneipe war nicht groß, so daß der ganze SC auf einmal nicht unterkommen konnte. Sie muß einfach ausgestattet gewesen sein. Pauly (S. 35) bezeichnet sie als »schauerlich ungemütlich«. Er lobt aber ihre Kegelbahn und die Lage am Schloßteich mit der Gelegenheit, Boot zu fahren. Speisen und Getränke waren gut, vor allem preiswert. Auch hatte der Wirt, ein früherer Musiker, für die Nöte der Studenten etwas übrig; er war insbesondere zum Borgen bereit. Es entwickelte sich deshalb zwischen seiner Familie und den Gästen ein freundschaftliches Verhältnis. Als Malchen, die Wirtstochter, 1852 heiratete, wurde ihr von Baltia ein Geschenk überreicht. Dieselbe Anerkennung ihrer »Tätigkeit und Regsamkeit« erfuhr sie von den Masuren.“

Vor der Zeit der Corpshäuser feierten die Königsberger Corps die offiziellen Kneipen an verschiedenen Wochentagen bei Brunner, Baltia am Donnerstag, Masovia am Freitag und Silber-Litthuania am Sonnabend. Es gab offene und geschlossene Kneipen. Die offenen fanden im Semester zwei- bis dreimal statt. Sie wurden durch Zeitungsanzeige bekannt gemacht und hatten den Zweck, (nichtkorporierte) muli mit dem Aktivenleben bekannt zu machen und zum Eintritt zu bewegen. Alle Fremden wurden als Gäste eingeladen. Zu diesen zählten auch die Angehörigen der zum Kneipkartell gehörenden Bünder. Die Getränke wurden aus der Kasse bezahlt oder durch Umlagen beglichen.
Für die Routine wurde von vornherein eine bestimmte Menge Braunbier in Flaschen bereitgestellt. Im Allgemeinen genügten 40 Flaschen. Bei großer Beteiligung stieg der Verbrauch bis auf 90 Flaschen. Wenn Koch anderseits berichtet, dass zunächst ein „Täßchen“ Bier geleert wurde, bevor man zu schärferen Sachen übergegangen sei, so handelte es sich um „bayrisches Bier“. Er wurde auch als Eiergrog getrunken und hieß dann Hoppelpoppel. Flibbe bestand aus warmem Braunbier mit Rum.

„Bei Brunner kamen, nachdem die Routine die Stimmung gehoben hatte, wärmende Getränke auf den Tisch, insbesondere nach Beginn der Fidelitas. Das waren Grog, Eiergrog, Flibbe und Glühwein. Da diese Getränke mehr oder weniger Rum enthielten, wurde am nächsten Vormittag gewöhnlich „allgemeine Besoffenheit“ festgestellt (Loch-Lippold, S. 14). Es wurde auch nicht immer vom besten Stoff genommen, so daß der Zustand der Teilnehmer in den nächsten 24 Stunden nicht gerade beneidenswert war.“